# Christian Gottlieb Richter
Christian Gottlieb Richter (* um 1700; † nach 1763) war ein deutscher Orgelbauer, der vor allem in Pommern und Brandenburg tätig war.

## Leben
Christian Gottlieb Richter war wahrscheinlich ein Sohn (oder Bruder) des Orgelbauers Christian Heinrich Richter in Frankfurt (Oder) und Storkow, mit dem er 1739 gemeinsam einen Reparaturauftrag unterschrieb. 1730 war er wohl der Königl[ich] c[on]c[essionierte] Orgel Bauer in Stettin (oder David Richter?). Seit 1732 lebte er in Stralsund, seit 1742 in Demmin, ab 1744 in Friedland, 1757 in Soldin. 
Christian Gottlieb Richter schuf einige Orgelneubauten, darunter in der St.-Jakobi-Kirche in Stralsund mit 42 Registern, deren Prospekt erhalten ist, sowie Reparaturen und Erweiterungen.
Der Orgelbauer Simon David Richter war wahrscheinlich ein Sohn oder sonstig Verwandter, Christian Joachim Richter stammte dagegen wahrscheinlich aus der Storkower Familie.

## Werkliste (Auswahl)
Orgelneubauten
| Jahr      | Ort        | Gebäude        | Bild | Manuale | Register | Bemerkungen |
| --------- | ---------- | -------------- | ---- | ------- | -------- | --- |
| vor 1731  | Greifswald | St. Nikolai    |      |         |          | Orgelpositiv als Interimsinstrument |
| 1732      | Stargard   | St. Marien     |      |         |          | |
| 1732–1741 | Stralsund  | St. Jakobi     |      | III/P   | 42       | Die Orgel ist nicht erhalten. Der Orgelprospekt besteht noch heute. 1877 baute Friedrich Mehmel eine neue Orgel (IV/P/68), 2020 baute Christian Wegscheider eine neue Orgel (III/P/51)Orgel                                            |
| 1733      | Wolgast    | St. Petri      |      | ?       | ?        | Die Orgel wurde am 14. So. n. Trinitatis eingeweiht. 1799 baute ein Orgelbauer Beyer aus Sachsen die Orgel um. Dieser Umbau wurde am 8. So. n. Trinitatis geweiht. Vom 9. zum 10. April 1920 brannte die Kirche durch Blitzschlag aus. |
| 1742–1744 | Friedland  | St. Marien     |      | II/P    | 26       | Die Orgel ist nicht erhalten. Der Prospekt besteht noch heute. Die Orgel erbaute Richter zusammen mit David Baumann1854 Neubau durch Ernst und Wilhelm Sauer. 1934 Einbau der Sauer-Orgel aus Berlin.                                  |
| 1752–1753 | Schwedt    | St. Katharinen |      | II/P    | 29       | Die Orgel ist nicht erhalten. Die Kirche brannte um 1886 aus. 1887 Neugestaltung der Kirche. Im Zweiten Weltkrieg ausgebrannt. 1951-1956 Wiederhergestellt. 1953 Orgel von Schuke-Orgelbau Potsdam.                                    |
| 1756–1757 | Arensdorf  | Dorfkirche     |      | ?       | ?        | Die Orgel ist nicht erhalten. Der Prospekt besteht noch heute. Das Werk wurde 1909 von Albert Kienscherf aus Eberswalde neu erbaut (II/P/12). Im Zweiten Weltkrieg wurde die Orgel geplündert.                                         |